# 326 (イラストレーター)
326（ミツル、1978年2月28日 - ）は、日本のイラストレーター、詩人。本名：中村 満（なかむら みつる）。身長172cm。血液型A型。タイタン所属。既婚。

## 人物
「326」は、その読み方が本名と同じ「みつる」であるが、昔使っていたポケットベルの呼び出し番号に由来している。高校生の頃、イラストに「中村満」と署名するのに違和感があり、「326」と書いたところ「はまった」という。
佐賀県佐賀市出身。佐賀県立佐賀東高等学校卒業。福岡のデザイン専門学校に在学中にイラストライター（イラストレーター）として活動をスタートする。ポップなイラストに詩を載せた作風が話題になる。
音楽グループ「19」の元メンバーであり、ジャケットデザインや作詞を担当した。1999年（平成11年）、3枚目のシングル『すべてへ』の発売を機に脱退したが、2002年（平成14年）には単独でCDを出している。
「19」に参加した当時、人気の絶頂にもかかわらず所属事務所から月給10万円以下しか貰えず、また「19」の脱退も自分の意思からでは無かったと『東野・有吉のどん底』（TBS系、2013年10月3日）で語った。その芸能事務所は2年ほどで辞めている。
長らくフリーの「イラストライター」として活動し、『有吉ジャポン』（TBS系、2013年7月26日）にゲスト出演した際に、自費制作したキャラクターグッズで多額の借金を背負っていることを告白した。この番組をきっかけに、有吉ジャポンレギュラーの太田光代に勧誘を受け、2013年8月からは「タイタン」に所属している。

## 作品

### 書籍
- 326 ナカムラミツル作品集（1998年、マガジンハウス）
- 君の絵じゃダメだね（1999年、祥伝社）
- 〒326-0003（1999年、幻冬舎）
- やさしいあくま（2000年、幻冬舎）
- 最後のSAMURAI 326氏（2001年、角川書店） - 『九州ウォーカー』での連載を単行本化したもの。
- 収穫には立ち会えないかもしれないが出来るだけ多くの種を蒔こう（2001年、幻冬舎）
- JeLLY JeWeL（2001年、幻冬舎）
- ラブレター(C)326（2002年、宝島社）
- 君の絵じゃダメだね プラス1999-2002（2002年、幻冬舎）
- …and Love（2002年、マガジンハウス）
- 326とナツの旅日記（2003年、ワニブックス）
- かげろうかーくん（2003年、幻冬舎）
- 恋に殺されそう…。（2003年、宝島社）
- ぼくのおばあちゃん（2004年、ぴあ）
- 12dogs（2004年、サンクチュアリ・パブリッシング）
- 雨のちレインボー 〜元気になれる31の言葉〜（2005年、宝島社）
- いつもみてるよ。がんばってるの、しってるよ。（2006年、サンクチュアリ・パブリッシング）
- おばあちゃんが、くれたもの（2006年、青春出版社）
- みんなのうみ（文：前田亘輝・林柳波、童謡「海」作詞、2006年、サンクチュアリ・パブリッシング）
- 歩み出せない君に 53の羽言葉 〜音楽映画館326〜（2006年、日経BP社）
- パパとママをえらんで、ボクはうまれてきたんだよ。〜お父さんの母思手帳〜（サンクチュアリ・パブリッシング）
- ごめんね、ありがとう。（2008年、サンクチュアリ・パブリッシング）
- 恋に殺されそう…。 文庫版（2008年、宝島社） - 2003年に発売された同名の書籍を文庫化したもの。
- オトナの恋のはじめかた（2008年、宝島社）
- やさしさのまほう〜たったひとりのお父さん（2008年、PHP研究所）
- キミが、たいせつ。（2009年、PHP研究所）
- 明日にはまだ失敗がない それだけで生きる価値がある（2012年、ミライカナイブックス）

### キャラクターデザイン
- TBSテレビ - 1999年のキャンペーン「夢をつなぐ橋。TBS」と2000年のキャンペーン「未来っ箱」のキャラクターデザインを手掛けた。
- テレビユー山形 - 2000年-2001年のシーズンでのイメージキャラクターを手がけた。
- NBCラジオ佐賀 - 2008年に開局50周年を記念して制定されたキャラクターを製作。

### ジャケットデザイン
- 『8年間やってきて今さら言うのもなんですが、初めまして、ソフトオンデマンドです。』（ソフト・オン・デマンド、成人向けDVD） - ジャケットデザインを担当
- コンピレーションCD『想いうた〜エールソングズ』（2009年、ビクターエンタテインメント） - ジャケットイラストを担当
- コンピレーションCD『想いうた〜フォークカバーズ』（2009年、ビクターエンタテインメント） - ジャケットイラストを担当

### パッケージデザイン
- 麒麟麦酒 「キリン21世紀ビール」（2000年11月数量限定発売） - 「ネオキリン」をテーマに缶のパッケージデザインを担当[7]

### CD

#### シングル
- 火曜日の唄/Tuesday Song（2002年3月26日）

#### アルバム
- Tuesday Song（2002年1月23日）
- Summer Melody（2002年7月17日）

### 作詞提供
- dream 19thシングル『そよ風の調べ/STORY』（2005年） - 「そよ風の調べ」の作詞を担当

### 映画
- ぼくのおばあちゃん（2009年） - 原作提供（ぴあ出版より発売された同名の書籍の映画化）

### コンピュータゲーム
- PS2 『ギタルマン』（2001年、コーエー） - ヴィジュアル・プロデュースを担当
- iPhone『326x15puzzle』（2012年、シグモイド）

### ボードゲーム
- ito（2019年、ArclightGames） - ゲームデザイン、イラスト
- ミリオンヒットメーカー（2020年、ArclightGames） - ゲームデザイン、イラスト

## メディア出演

### テレビ
- 新・真夜中の王国（2000年、NHK-BS2） - キャスター
- 友池さんの崖っぷちボワッフ!（2012年6月、東京インターネット放送局） - 審査委員長
- 中居正広のミになる図書館（2013年6月18日、テレビ朝日）
- 有吉ジャポン（2013年7月26日・9月28日、TBS）
- 東野・有吉のどん底（2013年10月3日、TBS）
- ワケあり!レッドゾーン（2014年9月12日、読売テレビ）
- 勇者ああああ（2020年1月24日、4月10日、8月14日、テレビ東京）

### ラジオ
- 326・ボクラジオ（1999年、TBSラジオ）